# ألينجق (ديزجرود الشرقي)
ألينجق (بالفارسية: الینجق) هي قرية تقع في إيران في أذربيجان الشرقية. يقدر عدد سكانها بـ 425 نسمة بحسب إحصاء 2016.